# FC Preußen Gumbinnen
FC Preußen Gumbinnen (celým názvem: Fußball-Club Preußen Gumbinnen) byl německý sportovní klub, který sídlil ve východopruském městě Gumbinnen (dnešní Gusev v Kaliningradské oblasti).
Založen byl v roce 1907, zanikl v roce 1945 po sovětsko-polské anexi Pruska.

## Historické názvy
- 1907 – FC Preußen Gumbinnen (Fußball-Club Preußen Gumbinnen)
- 1945 – zánik

## Účast v nejvyšší soutěži
- Gauliga Ostpreußen
  - 1933/34, 1935/36, 1936/37, 1937/38

## Umístění v jednotlivých sezonách
Stručný přehled
Zdroj: 
- 1933–1934: Gauliga Ostpreußen – sk. B
- 1934–1935: Bezirksliga Ostpreußen
- 1935–1938: Gauliga Ostpreußen – sk. Gumbinnen

Jednotlivé ročníky
Zdroj: 
Legenda: Z - zápasy, V - výhry, R - remízy, P - porážky, VG - vstřelené góly, OG - obdržené góly, +/- - rozdíl skóre, B - body, červené podbarvení - sestup, zelené podbarvení - postup, fialové podbarvení - reorganizace, změna skupiny či soutěže
| Velkoněmecká říše (1933 – 1938) |                                    |        |     |     |     |     |     |     |     |     |        |
| Sezóny                          | Liga                               | Úroveň | Z   | V   | R   | P   | VG  | OG  | +/- | B   | Pozice |
| 1933/34                         | Gauliga Ostpreußen – sk. B         | 1      | 12  | 2   | 2   | 8   | 25  | 46  | -21 | 6   | 6.     |
| 1934/35                         | Bezirksliga Ostpreußen             | 2      | ... | ... | ... | ... | ... | ... | ... | ... |        |
| 1935/36                         | Gauliga Ostpreußen – sk. Gumbinnen | 1      | 12  | 6   | 4   | 2   | 30  | 23  | +7  | 16  | 3.     |
| 1936/37                         | Gauliga Ostpreußen – sk. Gumbinnen | 1      | 12  | 5   | 2   | 5   | 37  | 28  | +9  | 12  | 4.     |
| 1937/38                         | Gauliga Ostpreußen – sk. Gumbinnen | 1      | 12  | 4   | 2   | 6   | 22  | 28  | -6  | 10  | 4.     |